# Ganggrab von Naschendorf

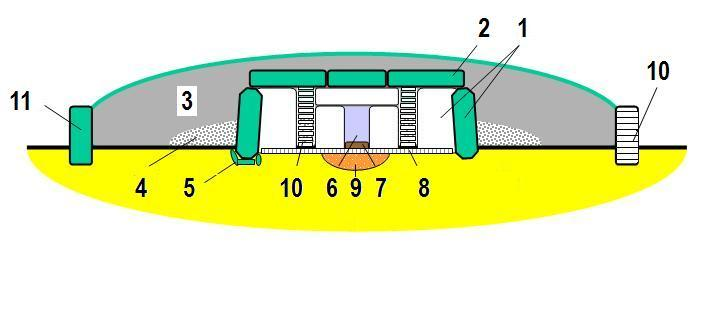
Schema Ganggrab (Querschnitt) 1=Trag-, 2= Deckstein, 3=Erdhügel, 4=Dichtung, 5=Verkeilsteine, 6=Zugang, 7= Schwellenstein. 8=Bodenplatten, 9=Unterbodendepots, 10=Zwischenmauerwerk 11=Randsteine

Das Ganggrab von Naschendorf (auch Everstorfer Forst Süd (1) oder „Riesengrab“ genannt) liegt in Plüschow bei Grevesmühlen im Landkreis Nordwestmecklenburg in Mecklenburg-Vorpommern. Die gut erhaltene Anlage besteht aus einem etwa 40 × 10 Meter großen, rechteckigen Hünenbett mit einem Ganggrab am östlichen Ende.

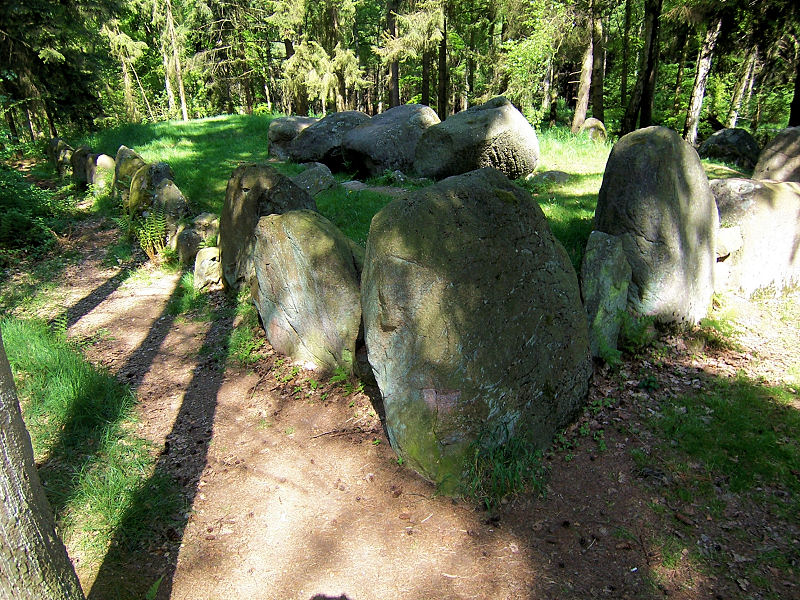
Ganggrab von Naschendorf

Das Ganggrab ist eine Bauform jungsteinzeitlicher Megalithanlagen, die aus einer Kammer und einem baulich abgesetzten, lateralen Gang besteht. Diese Form ist primär in Dänemark, Deutschland und Skandinavien, sowie vereinzelt in Frankreich und den Niederlanden zu finden. Beim Ganggrab von Naschendorf handelt es sich um eine etwa nordwest-südost orientierte Megalithanlage mit der Sprockhoff-Nr. 311. Die Anlage entstand zwischen 3500 und 2800 v. Chr. als Großsteingrab der Trichterbecherkultur (TBK). 

## Beschreibung
Im Hünenbett liegt axial eine etwa 7,2 m lange, 2,4 bis 1,7 m breite und 1,6 bis 1,4 m hohe trapezoide Kammer mit einem lateral, außermittig ansetzenden etwa 3,0 m langen Gang. Die 13 Tragsteine der Kammer und alle fünf Tragsteine des Ganges sind in situ vorhanden. Vier der einst fünf Decksteine der Kammer liegen auf, aber beide Decksteine des Ganges fehlen. Die Kammer des Großsteingrabes ist ungewöhnlich groß. Unter den von Ewald Schuldt ausgegrabenen sind nur die Anlagen in Jamel, Neu Gaarz und Qualitz größer. Die Anlage hat zwei Joche, zwei Dreipunktauflagen und fünf Quartiere. Der Hügel ist mit 50 (einer fehlt) durchschnittlich 1,8 m hohen Randsteinem eingefasst. Davon stehen vier mehr oder minder deutlich vor der Einfassung. Die Diele besteht aus Rollsteinen und geglühtem Feuerstein. Die archäologische Untersuchung durch Ewald Schuldt im Jahre 1967 ergab, dass die Anlage durch die Träger der Einzelgrabkultur nachgenutzt wurde.
100 m entfernt liegt das Großsteingrab Teufelsbackofen.